# 懷唐伊條約

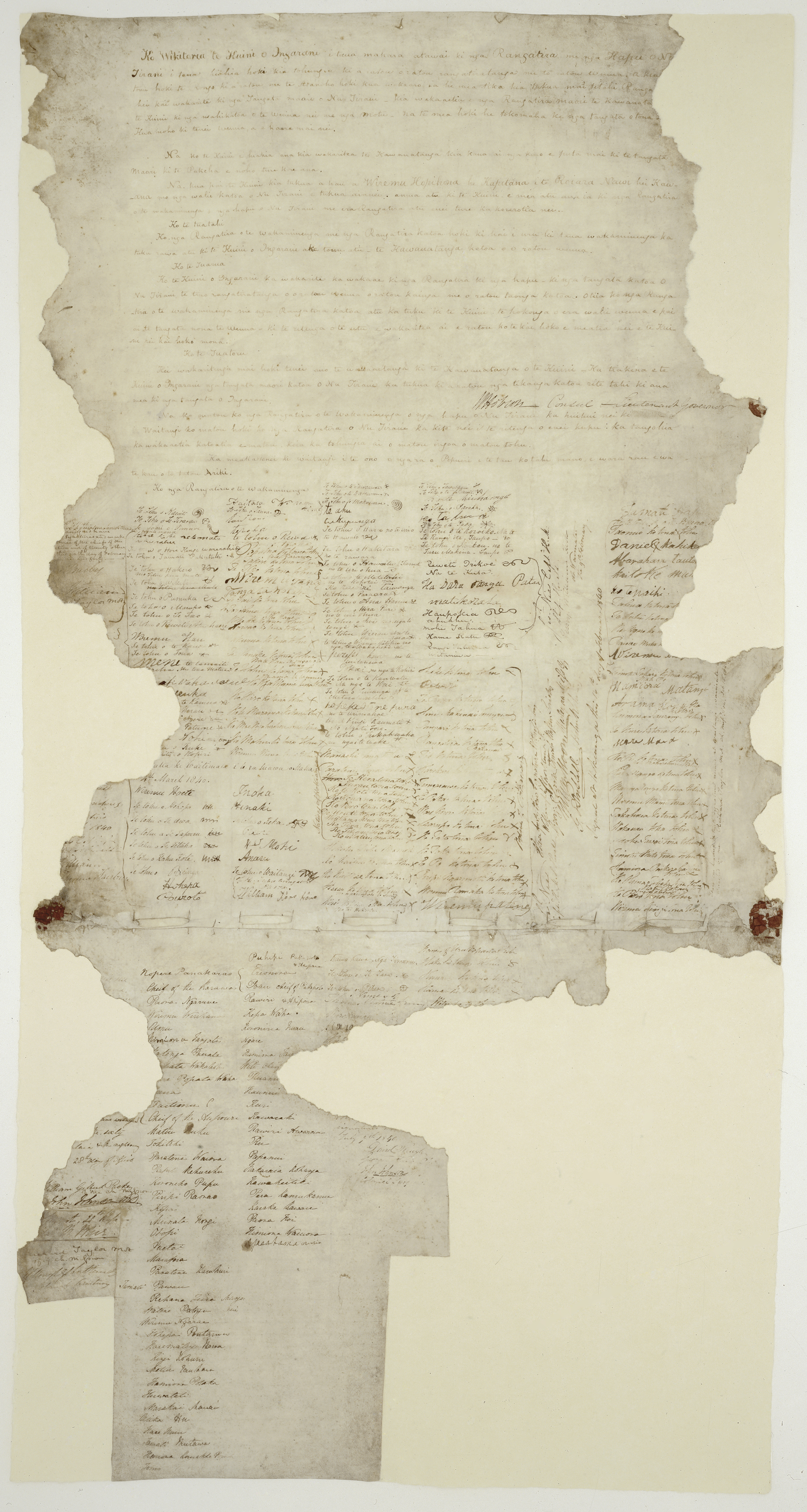
怀唐伊条约

《怀唐伊条约》（英語：Treaty of Waitangi）是毛利人和英国政府于1840年2月6日签订的条约，该条约使新西兰成为英国殖民地。

## 条约背景
1642年的时候，亚伯·塔斯曼没有上岸，也没有意愿要把紐西兰变成荷兰的殖民地。在1769年英国船長詹姆斯·庫克“发现”这块地的时候，毛利人已经居住将近一千年了。照他们英国的原住民權利原則（Doctrine of aboriginal title）一个国家的本地人有权力运用拥有权。
从1800年后，许多澳大利亚，欧洲的捕鲸鱼、捕海狗的人、商人、传教士等开始定期来到紐西兰海岸，利用这土地的资源。到了1838年，就已经有两千位欧洲人居住在紐西兰了。这时候犯罪跟卖淫业的比率也渐渐地增加，对白人和毛利人都有很大威胁。同时法国和美国因为经济贸易上的原因，也开始对紐西兰有兴趣了。特别是法国想篡夺英国的权利，把紐西兰变成它的殖民地。所以因为一些法律得不到良好的贯彻以及法国的威胁，英国开始采取措施加强对紐西兰的控制。
1832-1839年，英国政府决定委派雅各·巴斯比 (James Busby) 去保护英国在紐西兰的经济利益。虽然他的权力有限（毛利人称他为Man of War without guns），巴斯比的成绩是把许多北岛的毛利族联合在一起，然后设立了“紐西蘭聯合部落”，这时候因为毛利人怕法国的侵略巴斯比就替他们写了一个請愿書，要求英国女王的王室保护。英国必须要有在紐西兰的主权这事才能实现。
在1839年时，英国殖民地部委任威廉·霍布森船长為紐西兰领事。霍布森得到指示去“处理紐西兰的原住民事务让他们认可陛下在全部或部分岛群的权利”。所以在1840年1月的时候，霍布森就搭船从悉尼到紐西兰，他请巴斯比写出一个协定的草稿，而且也请他参加他们的谈判。巴斯比就详尽的记录了这个条约的英文版。但很显明的是霍布森和他的随行人员都缺乏条约谈判经验。
经过细微的修改后，霍布森在2月4日把条约抄本交给一位传教士，亨利·威廉牧师，讓他把條約翻译成毛利语。
到了1840年2月6日的时候，45位毛利领袖族长跟英国政府在懷唐伊（Waitangi）这个地方签订了條約。后来这个条约开始在紐西兰北岛跟南岛的各个地区生效。一共有30位毛利族长签署了该条约的英文版，512位族长签了毛利语的版本。
由1974年起，懷唐伊條約簽署之日已成為公眾假期，稱為怀唐伊日。

## 条约的内容
前言
大不列顛及愛爾蘭聯合王國的維多利亞女王鑒於其王恩，切望保護紐西蘭土著領袖和部落應有的權利和財產，並保障他們能夠享受所需要的和平和良好秩序。因為大批女王陛下臣民已定居於新西蘭。從歐洲和澳大利亞等地方來的移民仍不斷擴張；
因此必須任命一位授權的人員，與紐西蘭原住民談判，叫他們承認女王陛下在島嶼全部或任何部分的統治權；
女王陛下因此甚願建立一個固定形式的文人政府，必須避免因缺乏與土著人口所需的法律和典章所造成的邪惡後果。女王陛下及其臣民樂意授權本人，皇家海軍船長和紐西蘭副總督威廉·霍布森去邀請各紐西蘭邦聯和獨立的領袖來同意以下的條文和條件：
第一條
紐西蘭聯合部落邦聯的領袖和其他還未參加邦聯的分離和獨立的領袖，必須絕對而毫無保留地把他們所有的權利和主權權力讓與英國女王陛下，就是所謂邦聯或獨立土著領袖所行使或據有的統治主權。
第二條
英國女王陛下確認與保證各紐西蘭土著領袖和部落，以及他們相關家庭和個人，其完全專屬而無干擾的繼續擁有他們的土地和地產、漁場、森林和其他財產，不管是集體或個別擁有，因為這是他們的希望和期望繼續保留的財產。但是聯合部落的領袖和獨立的領袖必須把他們土地的專屬優先購買權讓與女王陛下，可以用同意的價錢轉讓與相關業主或女王陛下所委任的人。
第三條
鑒於英國女王陛下，其所有英國臣民的權利和特權和王家保護得延伸到所有紐西蘭土著；
所以我们，紐西兰联合部落长官的联邦们，聚集在懷唐伊的代表大会，和我们独立部落的首领在新西兰各个领土地区，已經完全明白前述條約的條款，接受與進入這條約的精神和意義。謹見證，我們已在指定的地點和日期附上了我們的簽名或記號。主曆壹捌肆零年貳月陸日，成於懷唐伊。

## 毛利文版与英文版的差别
本条约毛利文版与英文版存在差别。由于一些英语词汇无法翻译成当时的毛利语，毛利文版并不是英文文本的字面翻译。
在条约的第一条中，毛利人把“主权”割让给英国女王。由于当时的毛利人并没有“主权”的概念，“主权”一词无法准确翻译成毛利语。毛利文版实际将“主权”译为kāwanatanga。此词为英文governorship的借词，表示政府权或治权。但是，当时的毛利人也不太理解“治权”的概念，因为他们并没有被政府管治的经验。
有学者认为mana在当时更适合用来翻译“主权”。但mana并不等于“主权”，且mana是无法割让的。
在条约的第二条的前半部分，英国女王保证毛利人对他们财产的所有权。在毛利文版中，毛利人对他们的土地、村庄，和所有taonga（宝藏）拥有tino rangatiratanga（最高酋长权）。taonga（宝藏）一词涵盖范围远大于英文版中所称的“财产”。rangatiratanga一词来源于rangatira（酋长），可以被解释为酋长权、自治权，甚至主权。
在条约的第二条的后半部分，毛利人给予英国女王对他们土地的优先购买权（right of preemption）。然而，这种权利在毛利文版中并没有被翻译出来。毛利文版中只说毛利人与女王会进行土地的交易（hokonga）。很多毛利人相信他们只需给女王一次报价，之后就可将土地卖给任何人。